# Die Welt
«Вельт» (нем. Die Welt — «Мир») — немецкая информационная ежедневная газета издательства «Аксель Шпрингер-ферлаг», пользующаяся популярностью у представителей немецкой бизнес-элиты. На 2016 средний тираж составляет 180 тысяч экземпляров. Публикует много аналитических материалов. Первый номер был выпущен в Гамбурге 2 апреля 1946 года английскими оккупационными властями. Тираж — 251 000 экземпляров.
Издание придерживается консервативной направленности и является одним из создателей творческого альянса LENA (Leading European Newspaper Alliance), куда также входят испанская El Pais, итальянская La Repubblica, французская Le Figaro, бельгийская Le Soir, а также швейцарские Tages-Anzeiger и Tribune de Geneve.
10 июля 2022 года сайт издательства был заблокирован в России.